# Llista d'espècies de trecalèids
Aquesta és la llista d'espècies de trecalèids, una família d'aranyes araneomorfes descrita per Eugène Simon el 1890. Conté la informació recollida fins al 20 de novembre de 2006 i hi ha citats 15 gèneres i 75 espècies. Totes les espècies són d'Amèrica del Sud i Amèrica Central, a excepció de Shinobius orientalis que és endèmica del Japó. .

## Gèneres i espècies

### Amapalea
Silva & Lise, 2006
- Amapalea brasiliana Silva & Lise, 2006 (Brasil)

### Barrisca
Chamberlin & Ivie, 1936
- Barrisca kochalkai Platnick, 1978 (Colòmbia, Veneçuela)
- Barrisca nannella Chamberlin & Ivie, 1936 (Panamà, Colòmbia, Perú)

### Demelodos
Mello-Leitão, 1943
- Demelodos iheringi Mello-Leitão, 1943 (Brasil)

### Dossenus
Simon, 1898
- Dossenus fidelis Mello-Leitão, 1921 (Brasil)
- Dossenus fluminensis (Mello-Leitão, 1917) (Brasil)
- Dossenus longipes Mello-Leitão, 1941 (Argentina)
- Dossenus marginatus Simon, 1898 (Trinidad, Brasil)
- Dossenus marginellus Badcock, 1932 (Brasil)
- Dossenus redundans Platnick, 1993 (Brasil)

### Dyrines
Simon, 1903
- Dyrines lineatipes Petrunkevitch, 1925 (Panamà)
- Dyrines rubrosignatus Mello-Leitão, 1943 (Brasil)
- Dyrines striatipes (Simon, 1898) (Veneçuela)
- Dyrines taeniatus (Mello-Leitão, 1943) (Brasil)

### Enna
O. P.-Cambridge, 1897
- Enna approximata (O. P.-Cambridge, 1893) (Panamà)
- Enna estebanensis (Simon, 1898) (Veneçuela)
- Enna jullieni (Simon, 1898) (Panamà, Veneçuela)
- Enna minor Petrunkevitch, 1925 (Panamà)
- Enna nesiotes Chamberlin, 1925 (Mèxic)
- Enna velox O. P.-Cambridge, 1897 (Mèxic)

### Heidrunea
Brescovit & Höfer, 1994
- Heidrunea arijana Brescovit & Höfer, 1994 (Brasil)
- Heidrunea irmleri Brescovit & Höfer, 1994 (Brasil)
- Heidrunea lobrita Brescovit & Höfer, 1994 (Brasil)

### Hesydrus
Simon, 1898
- Hesydrus aurantius (Mello-Leitão, 1942) (Perú, Bolívia)
- Hesydrus canar Carico, 2005 (Colòmbia, l'Equador, Perú)
- Hesydrus caripito Carico, 2005 (Veneçuela)
- Hesydrus chanchamayo Carico, 2005 (Perú)
- Hesydrus habilis (O. P.-Cambridge, 1896) (Guatemala, Costa Rica, Panamà)
- Hesydrus palustris Simon, 1898 (Equador, Perú, Bolívia (possiblement Panamà, Argentina))
- Hesydrus yacuiba Carico, 2005 (Bolívia)

### Magnichela
Silva & Lise, 2006
- Magnichela santaremensis Silva & Lise, 2006 (Brasil)

### Neoctenus
Simon, 1897
- Neoctenus comosus Simon, 1897 (Brasil)
- Neoctenus eximius Mello-Leitão, 1938 (Brasil)
- Neoctenus finneganae Mello-Leitão, 1948 (Guyana)
- Neoctenus Perúvianus (Chamberlin, 1916) (Perú)

### Paradossenus
F. O. P.-Cambridge, 1903
- Paradossenus andinus (Simon, 1898) (Equador)
- Paradossenus caricoi Sierwald, 1993 (Guyana)
- Paradossenus corumba Brescovit & Raizer, 2000 (Brasil)
- Paradossenus longipes (Taczanowski, 1874) (Colòmbia fins a Guyana, Argentina)
- Paradossenus minimus (Mello-Leitão, 1940) (Brasil)
- Paradossenus protentus (Karsch, 1879) (Brasil)
- Paradossenus pulcher Sierwald, 1993 (Veneçuela)
- Paradossenus Veneçuelanus (Simon, 1898) (Veneçuela)

### Paratrechalea
Paratrechalea Carico, 2005
- Paratrechalea azul Carico, 2005 (Brasil)
- Paratrechalea galianoae Carico, 2005 (Brasil, Argentina)
- Paratrechalea julyae Silva & Lise, 2006 (Brasil)
- Paratrechalea longigaster Carico, 2005 (Brasil, Argentina)
- Paratrechalea ornata (Mello-Leitão, 1943) (Brasil, Uruguai, Argentina)
- Paratrechalea saopaulo Carico, 2005 (Brasil)
- Paratrechalea wygodzinskyi (Soares & Camargo, 1948) (Brasil)

### Rhoicinus
Simon, 1898
- Rhoicinus andinus Exline, 1960 (Perú)
- Rhoicinus fuscus (Caporiacco, 1947) (Guyana)
- Rhoicinus gaujoni Simon, 1898 (Equador, Brasil)
- Rhoicinus lugato Höfer & Brescovit, 1994 (Brasil)
- Rhoicinus rothi Exline, 1960 (Perú)
- Rhoicinus schlingeri Exline, 1960 (Perú)
- Rhoicinus urucu Brescovit & Oliveira, 1994 (Brasil)
- Rhoicinus wallsi Exline, 1950 (Equador)
- Rhoicinus wapleri Simon, 1898 (Veneçuela)
- Rhoicinus weyrauchi Exline, 1960 (Perú)

### Shinobius
Shinobius Yaginuma, 1991
- Shinobius orientalis (Yaginuma, 1967) (Japó)

### Syntrechalea
F. O. P.-Cambridge, 1902
- Syntrechalea porschi Reimoser, 1939 (Costa Rica)
- Syntrechalea tenuis F. O. P.-Cambridge, 1902 (Panamà)

### Trechalea
Thorell, 1869
- Trechalea amazonica F. O. P.-Cambridge, 1903 (Brasil)
- Trechalea boliviensis Carico, 1993 (Perú, Bolívia)
- Trechalea bucculenta (Simon, 1898) (Brasil, Argentina, Bolívia)
- Trechalea connexa (O. P.-Cambridge, 1898) (Mèxic)
- Trechalea extensa (O. P.-Cambridge, 1896) (Mèxic fins a Panamà)
- Trechalea gertschi Carico & Minch, 1981 (EUA, Mèxic)
- Trechalea lomalinda Carico, 1993 (Colòmbia)
- Trechalea longitarsis (C. L. Koch, 1848) (Colòmbia, Equador, Perú)
- Trechalea macconnelli Pocock, 1900 (Equador, Perú, Brasil, Guyana, Surinam)
- Trechalea paucispina Caporiacco, 1947 (Perú, Brasil, Guyana)
- Trechalea reimoseri Caporiacco, 1947 (Guyana)
- Trechalea syntrechaloides Mello-Leitão, 1941 (Brasil)
- Trechalea trinidadensis Carico, 1993 (Trinidad)

### Trechaleoides
Carico, 2005
- Trechaleoides biocellata (Mello-Leitão, 1926) (Brasil, Paraguai, Argentina)
- Trechaleoides keyserlingi (F. O. P.-Cambridge, 1903) (Brasil, Paraguai, Uruguai, Argentina)